# ATP Challenger Zhuhai
Das ATP Challenger Zhuhai (offizieller Name: Zhuhai Open) war ein von 2016 bis 2019 sowie 2023 ausgetragenes Tennisturnier in Zhuhai, China. Es war Teil der ATP Challenger Tour und wurde im Freien auf Hartplatz ausgetragen. Gong Maoxin ist mit drei Titeln im Doppel Rekordsieger des Turniers.

## Liste der Sieger

### Einzel
| Jahr                         | Sieger              | Finalgegner       | Ergebnis       |
| ---------------------------- | ------------------- | ----------------- | -------------- |
| 2023                         | Arthur Weber        | Jason Jung        | 6:3, 5:7, 6:3  |
| 2020–2022: nicht ausgetragen |                     |                   |                |
| 2019                         | Enrique López Pérez | Jewgeni Karlowski | 6:1, 6:4       |
| 2018                         | Alex Bolt           | Hubert Hurkacz    | 5:7, 7:64, 6:2 |
| 2017                         | Jewgeni Donskoi     | Thomas Fabbiano   | 6:3, 6:4       |
| 2016                         | Thomas Fabbiano     | Zhang Ze          | 5:7, 6:1, 6:3  |

### Doppel
| Jahr                         | Sieger                         | Finalgegner                    | Ergebnis         |
| ---------------------------- | ------------------------------ | ------------------------------ | ---------------- |
| 2023                         | Luca Castelnuovo Filip Peliwo  | Li Hanwen Li Zhe               | 7:5, 7:64        |
| 2020–2022: nicht ausgetragen |                                |                                |                  |
| 2019                         | Gong Maoxin (3) Zhang Ze (2)   | Max Purcell Luke Saville       | 6:4, 6:4         |
| 2018                         | Denys Moltschanow Igor Zelenay | Aljaksandr Bury Peng Hsien-yin | 7:5, 7:64        |
| 2017                         | Gong Maoxin (2) Zhang Ze       | Ruan Roelofse Yi Chu-huan      | 6:3, 7:64        |
| 2016                         | Gong Maoxin (1) Yi Chu-huan    | Hsieh Cheng-peng Wu Di         | 2:6, 6:1, [10:5] |